# Arnulfstraße 62
Arnulfstraße 62 ist ein Gebäudekomplex in der Münchener Maxvorstadt, der bis Mitte der 2000er Jahre von der Deutschen Bundespost bzw. Deutschen Post genutzt wurde.
Das Areal auf dem ehemaligen Marsfeld befindet sich zwischen Arnulfstraße, Wredestraße, Tillystraße und Deroystraße an der Hackerbrücke. Im Radius von ca. 200 Metern befinden sich auch der Circus Krone, der Arnulfpark und die Gaststätte Augustiner-Keller. Zentral gelegen ist eine große Rundbauanlage mit 52 Metern Durchmesser und 58 Ladetoren. Dieses Gebäude wurde von 1930 bis 1985 als Paketpostamt für München benutzt, wobei zum Zeitpunkt des Baus für jeden Zustellbezirk ein Ladetor vorgesehen war. Zuletzt diente es der Post einige Jahre als Kantine.
Die Gebäude wurden 1926 nach Plänen von Robert Vorhoelzer und Walther Schmidt errichtet und sind eines der markantesten Beispiele der Postbauschule. Sie trugen unter anderem die Bezeichnungen Postfuhramt, Paketzustellamt, Kraftpostamt und Arnulfpost. Der Rundbau wird heute Postpalast genannt. Er wurde vorübergehend für Veranstaltungen genutzt.
Seit 2015 existiert ein Bebauungsplan für ca. 120 neue Wohneinheiten sowie Gewerbeflächen um das Kerngelände (Gürtelbauten). Am 29. Oktober 2019 wurde bekannt, dass der Internetkonzern Google das Areal des Postpalastes gekauft hat und den Standort München ausbauen wird.
Die Bauwerke Arnulfstraße 62, Deroystraße 3, Deroystraße 5 und Wredestraße 10 sind unter dem Titel Paketzustellamt und der Nummer D-1-62-000-409 als Baudenkmal in die Bayerische Denkmalliste eingetragen:

„Arnulfstraße 62; Deroystraße 3; Deroystraße 5; Wredestraße 10.  Paketzustellamt, weitläufiger, ein großes Rechteck umschreibender niedriger Komplex, im östlichen Hofbereich streng funktionaler Rundbau (Stahlbetonhalle mit Verteileranlage), Portalzone an der Arnulfstraße mit reichem plastischem Dekor, von Robert Vorhoelzer, Walther Schmidt und Franz Holzhammer, 1925–30. nachqualifiziert.“